# Лаго (Тревизо)
Лаго је насеље у Италији у округу Тревизо, региону Венето.
Према процени из 2011. у насељу је живело 547 становника. Насеље се налази на надморској висини од 237 м.